# Beremend
Beremend là một làng thuộc hạt Baranya, Hungary. Làng này có diện tích 48,26 km², dân số năm 2010 là 2599 người, mật độ 54 người/km².